# Transportní letoun

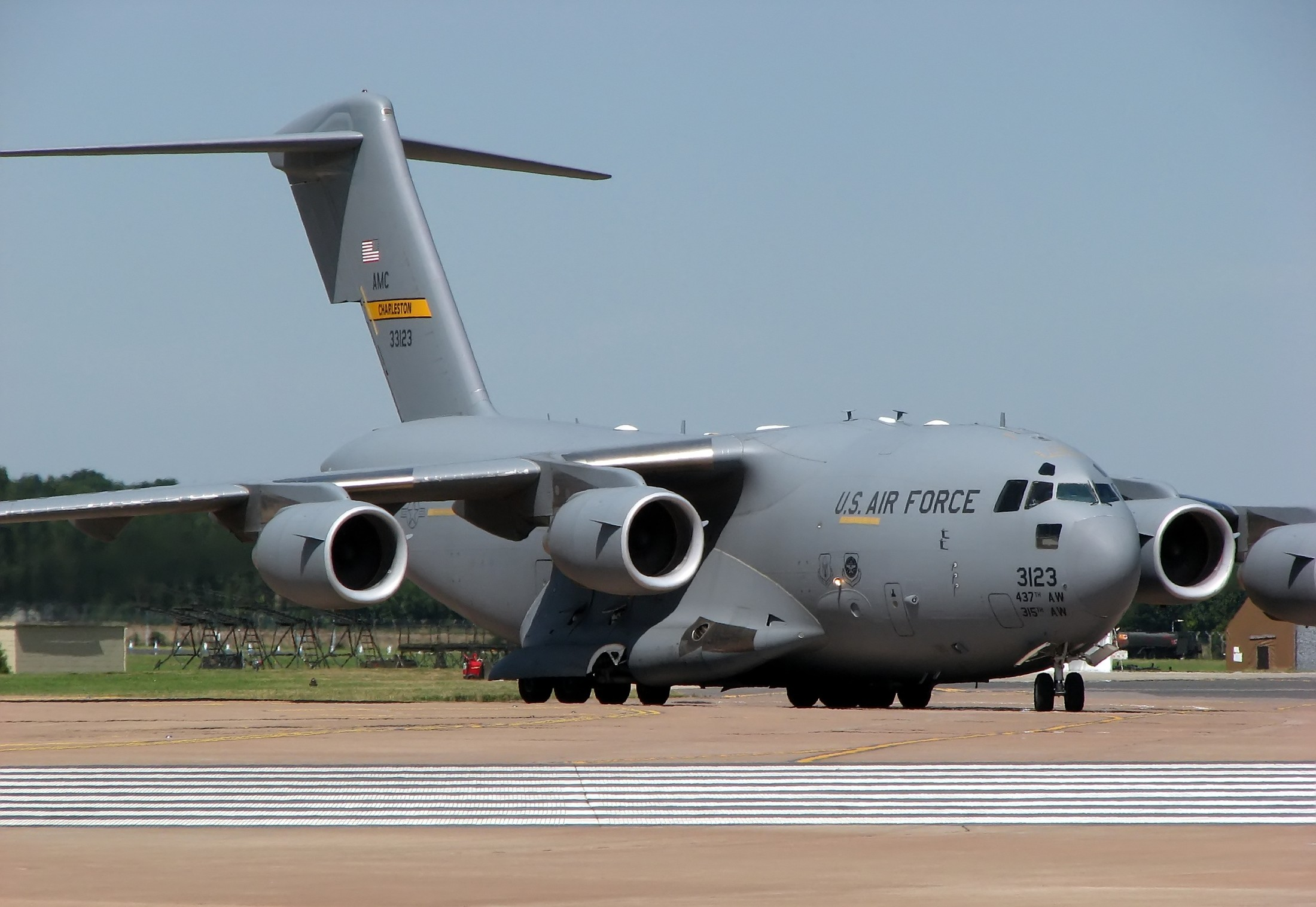
C-17 Globemaster III

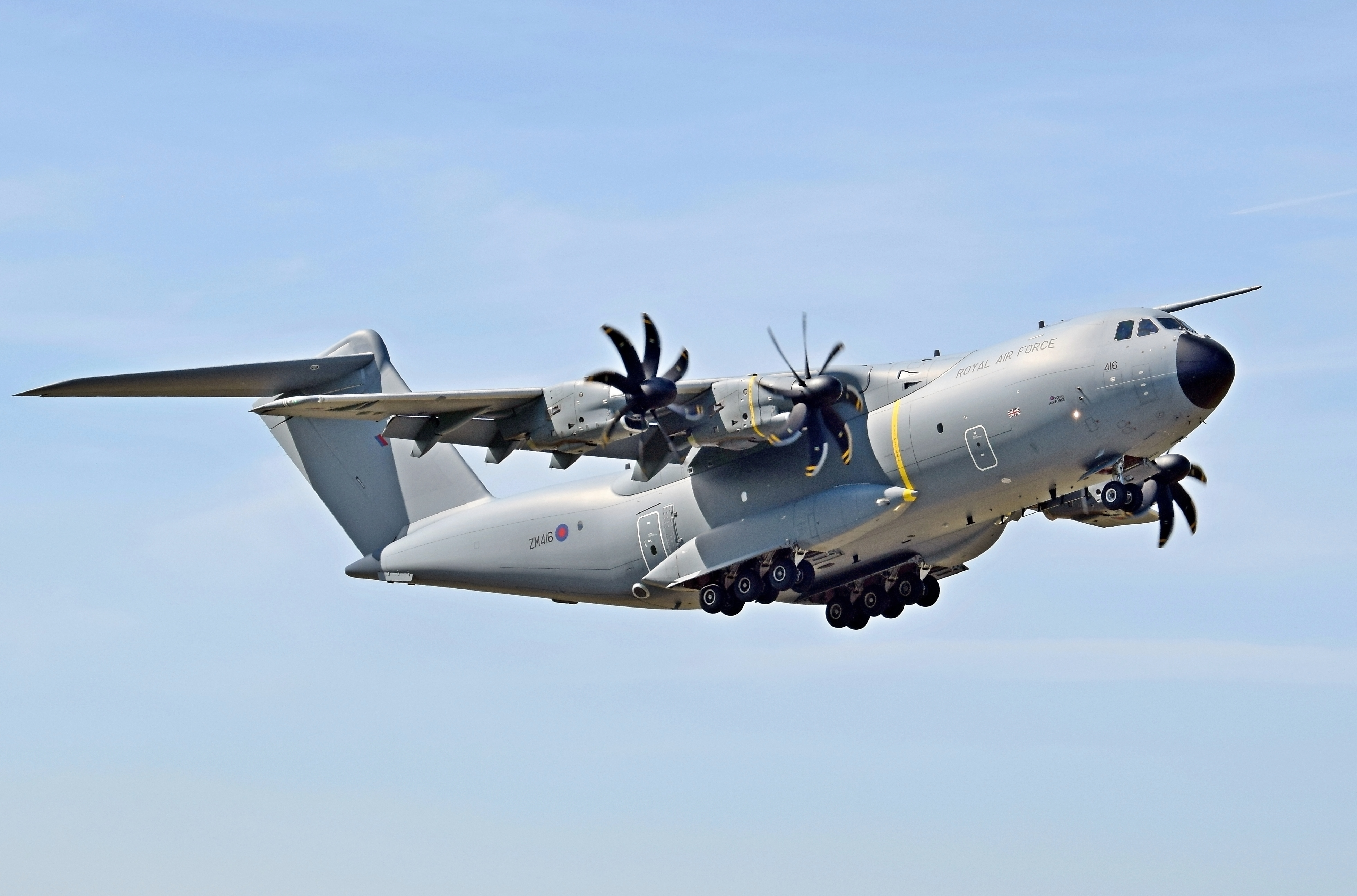
Airbus A400M Atlas Royal Air Force.

Transportní letoun je nákladní letadlo určené k podpoře vojenských operací. Transportní letadlo může být použito pro strategické i taktické mise a je často součástí civilních záchranným misí.
Strategické transportní letouny slouží k přepravě materiálu, zbraní nebo personálu na velké vzdálenosti. Obvykle se jedná o leteckou přepravu požadovaných položek mezi dvěma základnami, které nejsou ve stejném sousedství. To umožňuje velitelům v případě potřeby dovézt položky na válečné místo z bodu na druhé straně planety. Mezi příklady takových letounů patří Airbus A400M, Antonov An-124, Antonov An-225, C-17 Globemaster III, Iljušin Il-76, C-141 Starlifter nebo Lockheed C-5 Galaxy.
Naproti tomu taktické transportní letouny slouží k letecké přepravě dodávek a zařízení přímo v daném prostoru či valéčném poli. Často se jedná o turbovrtulová letadla se schopností provozu na krátkých vzletových a přistávací plochách a dále mívají nízkotlaké pneumatiky, které umožňují provoz z malých nebo nezpevněných drah. I když často postrádají rychlost a dolet strategických letounů (obvykle poháněných proudovými motory), jsou tyto schopnosti ve válečných zónách neocenitelné. Mezi taktické letouny patří Antonov An-12, Antonov An-72, CASA C-295, Alenia C-27J Spartan, Lockheed C-130 Hercules nebo Transall C-160. Některé letouny jsou schopny jak strategických, tak taktických úkolů (Airbus A400M nebo C-17 Globemaster III).
Pro transportní účely se vedle letadel s pevnými nosnými plochami využívají i vrtulníky, např. Sikorsky CH-54 Tarhe, Boeing CH-47 Chinook, Mil Mi-17 nebo Mil Mi-26.

## Stroje

### Letadla

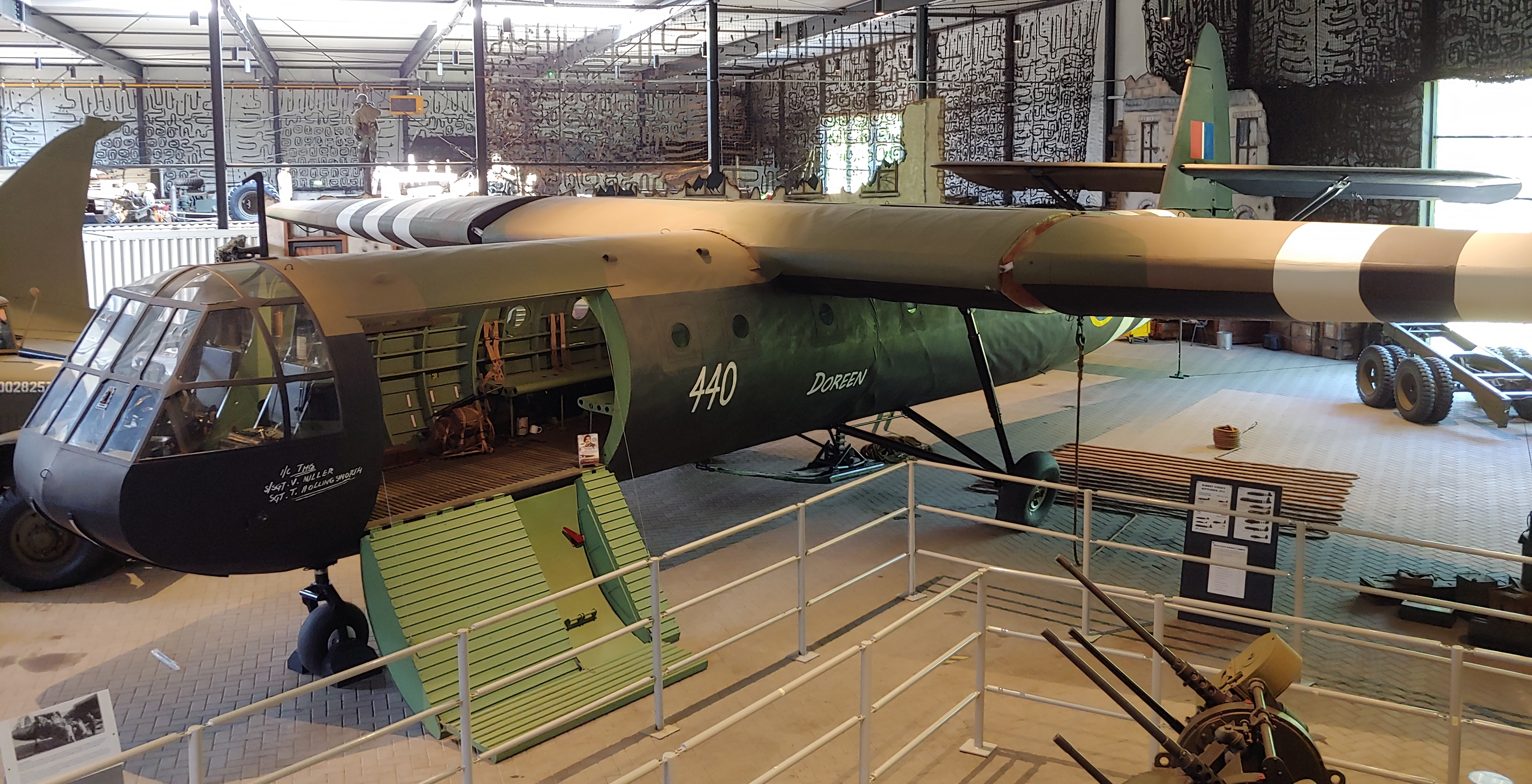
Kluzák Horsa ve Válečném muzeu v Overloon v Nizozemsku

Dopravní letouny s pevnými křídly jsou definovány z hlediska jejich dosahu jako strategická přeprava nebo taktická přeprava, aby odrážely potřeby pozemních sil, které nejčastěji podporují. Ty zhruba odpovídají rozdílům v délce komerčních letů: Eurocontrol definuje krátké trasy jako kratší než 1 500 km (810 nmi), dlouhé trasy jako delší než 4 000 km (2 200 nmi) a střední vzdálenosti mezi nimi.
Vojenský kluzák je bezmotorový taktický letecký dopravní prostředek, který byl v některých kampaních používán k přepravě vojáků a/nebo vybavení na bitevní frontu. Ve vzduchu je tažena dopravními letadli případně i bombardéry. Sčítá v sobě spoustu výhod například nemá motor, což znamená, že nevydádá skoro žádný zvuk, takže je těžké odhalit ho ze země. Velké kluzáky dokáží dostat do cílové destinace také lehké tanky. Na rozdíl od parašutistických letadel dokáže soustředit bojovou sílu v jednom bodě.

### Vrtulníky

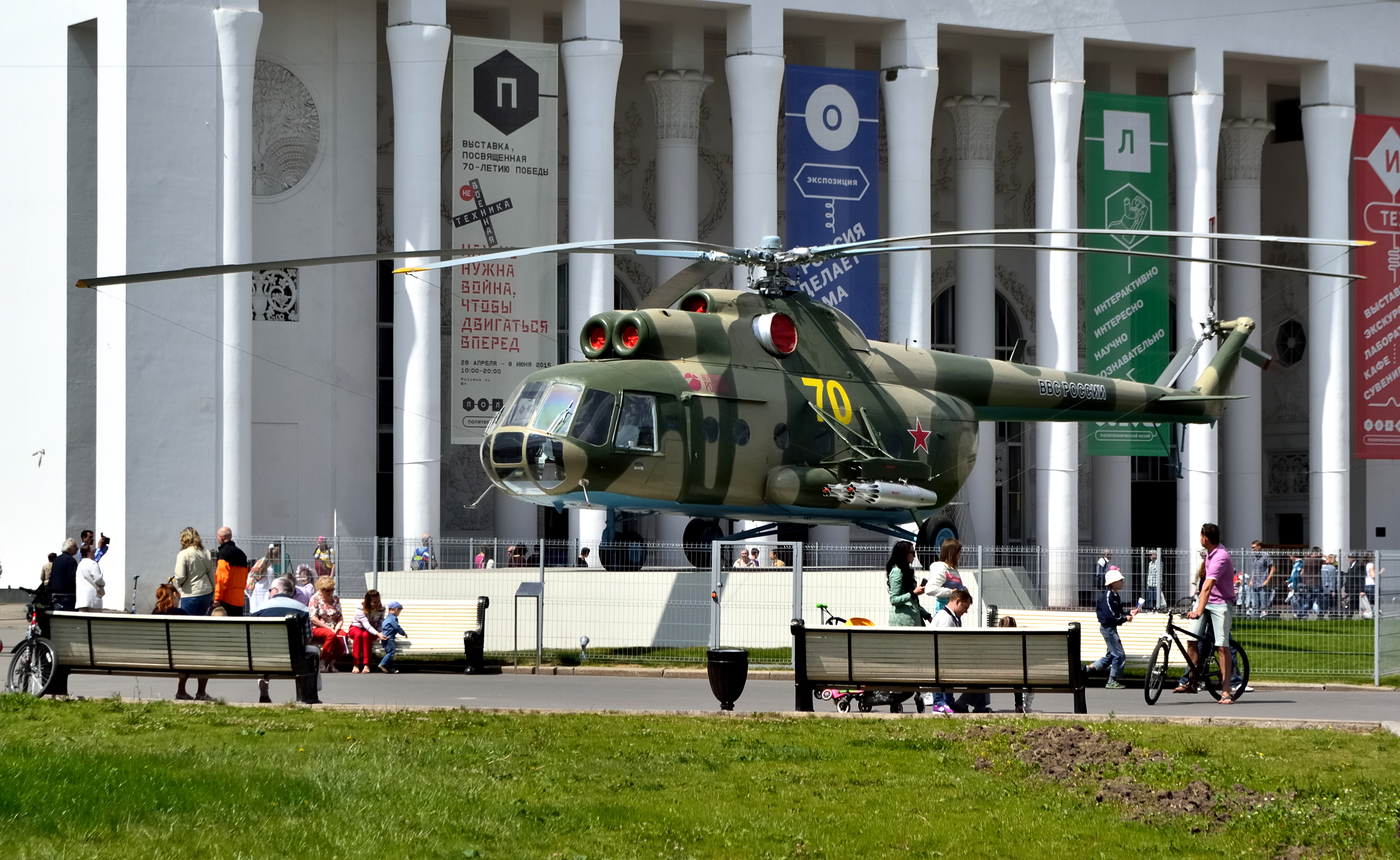
Mil mi-8T

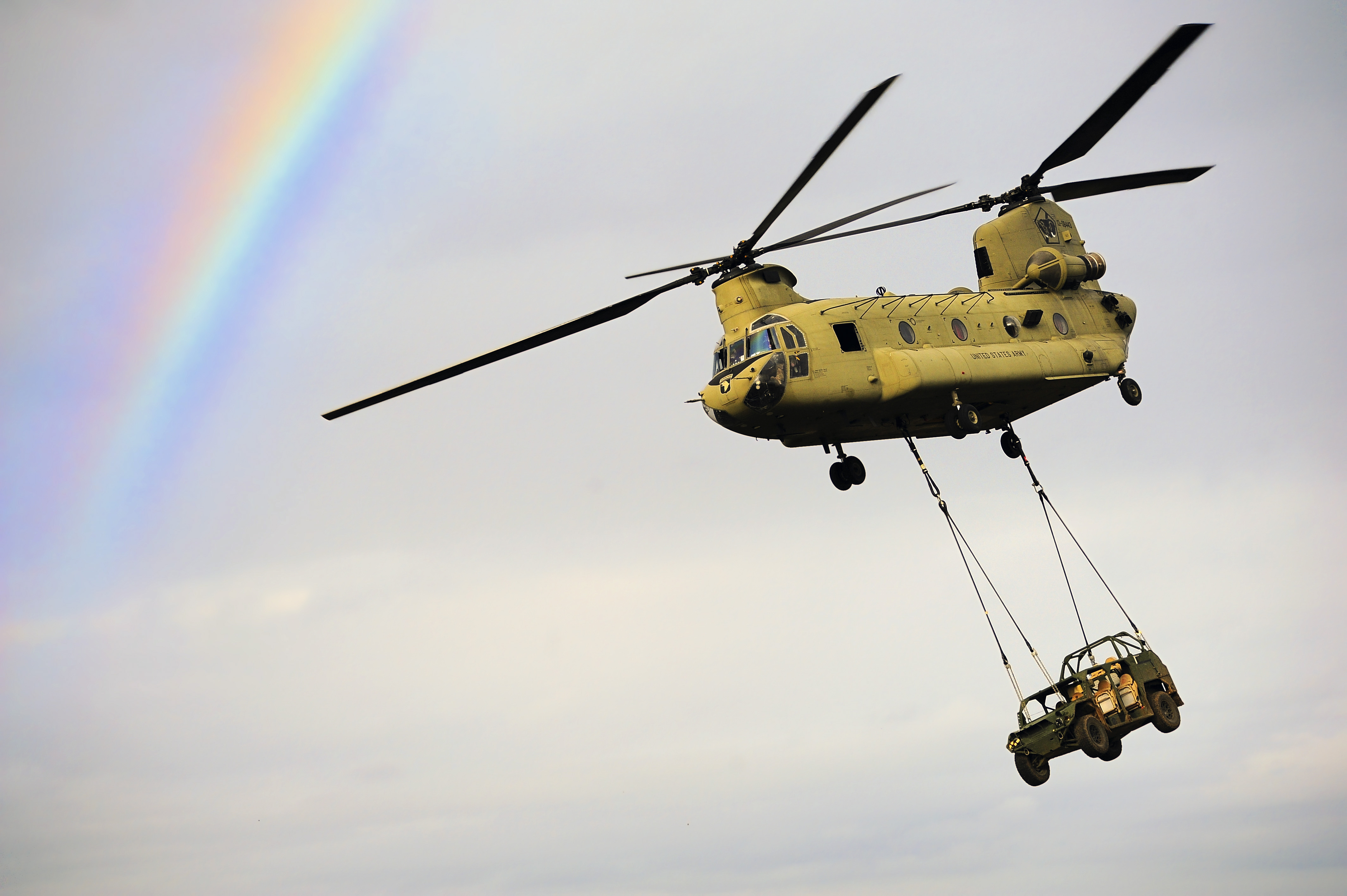
CH-47 Chinook zvedající džíp do vzduchu.

Vojenské transportní vrtulníky se používají v místech, kde je použití konvenčních letadel nemožné. Například vojenský transportní vrtulník je primárním dopravním aktivem americké námořní pěchoty nasazené z LHD a LHA. Možnosti přistání vrtulníků jsou téměř neomezené a tam, kde je přistání nemožné, například v hustě zaplněné džungli, umožňuje schopnost vrtulníku vznášení se rozmístit pomocí slaňování.
Transportní vrtulníky jsou provozovány v útočných, středních a těžkých třídách. Letecké útočné vrtulníky jsou obvykle nejmenší z dopravních typů a jsou určeny k přesunu pěchotního oddílu nebo oddílu a jejich vybavení. Vrtulníky v útočné roli jsou obecně vyzbrojeny pro sebeobranu jak při tranzitu, tak pro potlačení přistávací zóny. Tato výzbroj může být ve formě dveřních střelců nebo modifikace vrtulníku s pahýlovými křídly a závěsníky pro nesení raket a raketových modulů. Například Sikorsky S-70 vybavený ESSM (External Stores Support System) a varianta Hip E Mil Mi-8 mohou nést tolik jednorázové výzbroje jako některé specializované útočné vrtulníky.
Střední transportní helikoptéry jsou obecně schopné se pohybovat až k četě pěchoty nebo přepravovat tažené dělostřelectvo nebo lehká vozidla buď interně nebo jako podvěšené role. Na rozdíl od útočné helikoptéry se od nich obvykle neočekává, že přistanou přímo v napadené přistávací zóně, ale používají se k posílení a doplnění přistávacích zón obsazených počáteční útočnou vlnou. Příklady zahrnují neozbrojené verze Mil Mi-8, CH-46 Sea Knight a NH90.
Těžkozdvižné vrtulníky jsou největší a nejschopnější z dopravních typů, v současnosti jsou ve službě omezeny na CH-53 Sea Stallion a související Sikorsky CH-53E Super Stallion, CH-47 Chinook, Mil Mi-26 a Aérospatiale Super Frelon. Tyto vrtulníky, schopné zvednout až 80 vojáků a přemisťovat malá obrněná bojová vozidla (obvykle jako zavěšené náklady, ale i uvnitř), fungují v roli taktické přepravy v podstatě stejně jako malé turbovrtulové zvedáky s pevným křídlem. Nižší rychlost, dolet a zvýšená spotřeba paliva vrtulníků jsou více než kompenzovány jejich schopností operovat prakticky kdekoli.